# Forset
Forset este o localitate din comuna Gausdal, provincia Oppland, Norvegia, cu o suprafață de 0,62 km² și o populație de 618 locuitori (2013).